# Muamer Zukorlić
Muamer Zukorlić, cyr. Муамер Зукорлић (ur. 15 lutego 1970 w Orlje koło Tutina, zm. 6 listopada 2021 w Novim Pazarze) – serbski mufti i polityk, działacz społeczności Boszniaków, przewodniczący jednej z dwóch serbskich wspólnot islamskich, kandydat w wyborach prezydenckich.

## Życiorys
Kształcił się w medresie, w 1993 ukończył studia z zakresu szariatu na uczelni religijnej w Konstantynie w Algierii. W tym samym roku został przewodniczącym regionalnej wspólnoty islamskiej w Sandżaku, w 2007 wybrano go na głównego muftiego i przewodniczącego jednej z dwóch serbskich wspólnot islamskich (z siedzibą w mieście Novi Pazar). Zorganizował w tej miejscowości studia z zakresu prawa islamskiego, pełniąc funkcję dziekana tego fakultetu. W 2011 był jednym z założycieli i został sekretarzem generalnym bośniackiej akademii nauk i sztuk (BANU).
W 2012 zgłosił swoją kandydaturę w wyborach prezydenckich. Wywołało to w Serbii liczne dyskusje, a także spotkało się z negatywną reakcją drugiej z wspólnot islamskich (z siedzibą w Belgradzie). Ostatecznie w pierwszej turze głosowania otrzymał 1,4% głosów, zajmując 11. miejsce wśród 12 kandydatów.
Kontynuował działalność polityczną w ramach regionalnego ugrupowania Boszniaków BDZS, przemianowanego potem na Partię Sprawiedliwości i Pojednania. Sygnował swoim nazwiskiem i jednocześnie otwierał jej listę wyborczą w wyborach parlamentarnych w 2016, uzyskując mandat posła do Zgromadzenia Narodowego Republiki Serbii. W 2020 stanął na czele listy wyborczej koalicji ugrupowań Boszniaków i Macedończyków, został wówczas wybrany na kolejną kadencję parlamentu.
Zmarł na zawał serca 6 listopada 2021. Jego syn Usame Zukorlić również zaangażował się w działalność polityczną.